# Улица Генерала Павлова
У́лица Генера́ла Па́влова — улица в Московском районе Калининграда расположена на Октябрьском острове между Набережной Генерала Карбышева и Октябрьской улицей. Название получила в честь участника Великой Отечественной войны, Героя Советского Союза, генерал-майора авиации Павлова Павла Ивановича (1908—1967).
В доме № 2 располагается Крестовоздвиженский собор, бывшая Кирха креста (нем. Kreuzkirche) 1933 года постройки.
По проекту строительства Второго эстакадного моста улица должна стать составной частью проекта и будет соединять южный и северный пролёты.
236006 — почтовый индекс улицы.